# Metal Gear Rising: Revengeance
Metal Gear Rising: Revengeance (japanska: メタルギア ライジング リベンジェンス Hepburn: Metaru Gia Raijingu: Ribenjensu?) är ett hack 'n slash-spel utvecklat av Platinum Games och producerad av Kojima Productions till Playstation 3, Xbox 360 och Microsoft Windows. Även en japansk Xbox 360-version var planerad, men blev annullerad. Det är den nionde delen i Metal Gear-spelserien.

## Handling
Spelet utspelar sig fyra år efter händelserna i Metal Gear Solid 4. The Patriots, en mäktig skuggorganisation som styrde världens krigsekonomi, har förintats och privata militärföretag (PMC) har splittrats i flera fraktioner. Med förintelsen av Patriot-kontrollerade nanomachine-teknik som användes för att reglera soldaternas förmågor vänder sig PMC:s till avancerad cyborg-teknik för att skapa hållbara övermänskliga soldater. Spelaren tar rollen som Raiden, en före detta barnsoldat som förvandlats till en cyborg och som nu arbetar för PMC Maverick Securities. Raiden får understöd av hans kollegor inom Maverick, ryssen Boris Popov, militärrådgivaren Kevin Washington, datorspecialisten Courtney Collins och cybernetikexperten Wilhelm "Doktor" Voight. Raiden får också hjälp från sin vän Sunny, en medlem av företaget Solis.